# Síndrome de Shwachman-Diamond
A síndrome de Shwachman-Diamond é uma desordem muito rara e uma herança autossômica recessiva induzida pelo gene recessivo originado do cruzamento dos pais do indivíduo. É caracterizada por insuficiência pancreática exócrina que provoca disfunção da medula óssea, predisposição a leucemia, e anormalidades esqueléticas. Na maioria dos casos Shwachman-Diamond-bodian está localizada no cromossomo 7.